# 李徳全
李 徳全（り とくぜん）は、中華人民共和国の政治家。馮玉祥の妻。中華人民共和国衛生部初代部長、中国紅十字会会長を務めた。

## 経歴
早期から反帝国主義運動に身を投じ、1924年に馮玉祥と結婚。
1954年10月30日に来日し、留守家族が待望していた戦犯名簿を手渡した。